# Michèle Tabarot
Pour les articles homonymes, voir Tabarot.
Michèle Tabarot, née le 13 octobre 1962 à Alicante (Espagne), est une femme politique française.
Membre des Républicains, elle est secrétaire générale de l’UMP (devenu Les Républicains en 2015) entre 2012 et 2014. Elle est députée de la 9e circonscription des Alpes-Maritimes depuis 2002 et vice-présidente du groupe LR à l'Assemblée nationale depuis 2022.
Elle est maire du Cannet de 1995 à 2017 et conseillère générale des Alpes-Maritimes de 1994 à 2002.
Elle est la fille de Robert Tabarot (1928-2015), l'un des chefs d'OAS à Oran, et la sœur de l'homme politique Philippe Tabarot (né en 1970), nommé en 2024 ministre délégué chargé des Transports du gouvernement François Bayrou.

## Origines
Elle est la fille de Robert Tabarot, chevalier de l'ordre national du Mérite, ancien champion d’Afrique du Nord de boxe (surnommé « le Rocher ») et dirigeant de l'Organisation armée secrète (OAS),. Son grand-oncle, Pierre Tabarot, fut, avec Edmond Auzas, à l'origine de la création d’Oran Républicain, journal d'obédience socialiste (qui servit de modèle au journal Alger Républicain). Son frère Philippe Tabarot est sénateur des Alpes-Maritimes.
Originaire d'Algérie, la famille Tabarot part vivre à Alicante (Espagne) après l'indépendance. Elle y demeure jusqu'en 1969, avant de rentrer en France après l'amnistie accordée à l'OAS par le général de Gaulle à la suite des événements de mai 1968.

## Maire du Cannet
Michel Mouillot, maire de Cannes de 1989 à 1997, a favorisé l'implantation politique de Michèle Tabarot dans les Alpes-Maritimes. Il a aussi soutenu activement la candidature de son frère, Philippe Tabarot, à Cannes en 2008.
Michèle Tabarot est l'adjointe de Pierre Bachelet, maire RPR du Cannet de 1983 à 1995. À 20 ans, elle aurait été « la plus jeune adjointe de France » et abandonne ses études de droit pour faire carrière en politique. Pierre Bachelet explique l'avoir désignée car « Robert [Tabarot] m'avait assuré que, si je prenais sa fille dans mon équipe, j'obtiendrais le vote pied-noir ». Elle le bat aux élections municipales de 1995.
Depuis lors elle est réélue maire à chaque fois dès le premier tour, en 2001 sous l'étiquette démocrate-libérale, en 2008 sous l'étiquette UMP (64,96 % des voix), puis en 2014 sous l'étiquette UMP (50,45 % des voix).
Libération décrit un « puissant réseau clientéliste » mis en place par l'UMP/LR dans la ville, mettant en cause des pressions exercées sur les employés municipaux et les personnes faisant une demande d'appartement, de place en crèche ou en résidence pour personnes âgées pour les pousser à adhérer au parti.
Réélue députée de la 9e circonscription en juin 2017, elle quitte sa fonction de maire pour se conformer à la loi sur le non-cumul des mandats. Yves Pigrenet, jusqu’alors son premier adjoint, est élu maire. Elle demeure conseillère municipale et présidente de la majorité municipale. Elle reste également, selon Libération, officieusement la « femme forte de la ville ».

## Députée des Alpes-Maritimes
Michèle Tabarot est une première fois candidate UDF-DL aux élections législatives de 1997 dans la 9e circonscription des Alpes-Maritimes, mais elle est battue dès le premier tour dans un contexte de la désunion de la droite orchestrée notamment par Jean-Pierre Leleux.
Elle est élue députée le 16 juin 2002, pour la XIIe législature (2002-2007), dans la 9e circonscription des Alpes-Maritimes. Michèle Tabarot fait partie du groupe UMP, où, dans la logique de son antigaullisme elle s'y montre très active, notamment au sein du Groupe Parlementaire sur les Rapatriés (défendant par exemple, pour les anciens de l'OAS, la possibilité de récupérer des points retraites perdus pendant les périodes de clandestinité, mais également en étant très en pointe lors de la discussion de la controversée loi de 2005 portant reconnaissance de la Nation en faveur des Français rapatriés). Elle y préside également le Groupe parlementaire d'étude sur l'adoption, qui mènera à des évolutions législatives en 2005-2006.
Elle est réélue, au premier tour, députée pour le XIIIe législature le 10 juin 2007 avec 53,13 % des voix devant André Aschieri, écologiste et maire de Mouans-Sartoux.

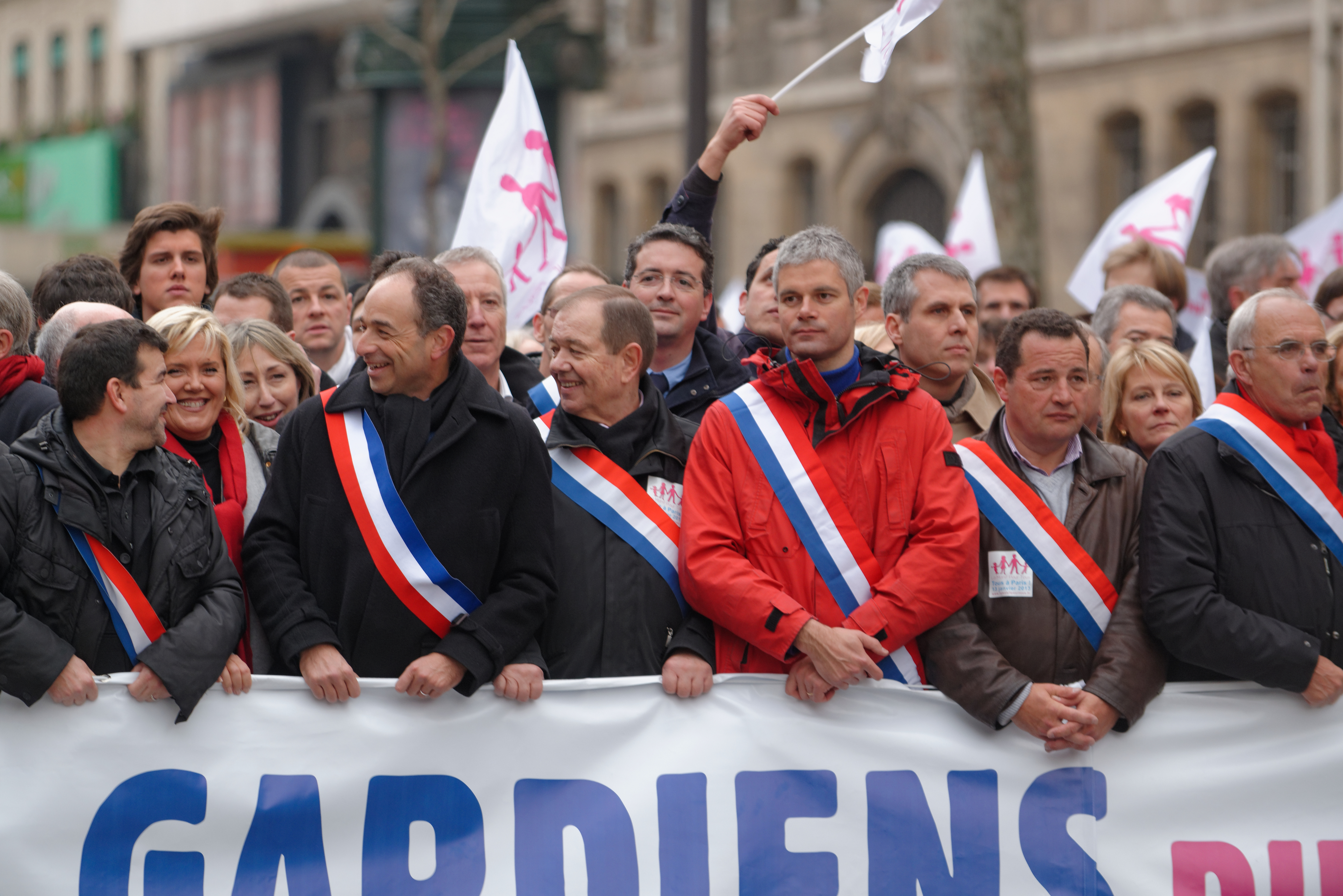
Michèle Tabarot aux côtés d'élus UMP à la manifestation contre le projet de loi ouvrant le mariage aux couples de même sexe, le 13 janvier 2013 à Paris.

Elle est réélue députée le 17 juin 2012 et devient vice-présidente de la Commission des affaires culturelles et de l'éducation qu'elle présidait lors de la législature précédente. Lors du congrès de l'Union pour un mouvement populaire de 2012, elle est élue secrétaire générale du Parti, aux côtés du président élu mais « contesté » Jean-François Copé et du vice-président Luc Chatel. Elle est la première femme à accéder à ce poste depuis sa création, en 2002. Elle occupe cette fonction jusqu'en juin 2014.
En septembre 2011, elle devient présidente de l'ANDL (Association nationale pour la démocratie locale, qui organise la formation des élus UMP). Le 9 décembre 2014, Nicolas Sarkozy, élu président de l'UMP, la confirme dans cette dernière fonction (qu'elle quittera en juillet 2018). En septembre 2015, elle est nommée conseillère politique de Nicolas Sarkozy.
Soutien de Jean-François Copé, elle est sa directrice de campagne lors de la primaire organisée par Les Républicains en novembre 2016, afin de désigner le candidat de la droite et du centre pour l’élection présidentielle de 2017.
Le 3 mars 2017, dans le cadre de l'affaire Fillon, elle renonce à soutenir le candidat LR François Fillon à l'élection présidentielle et demande son remplacement par Alain Juppé.
Elle parraine Laurent Wauquiez pour le congrès des Républicains, scrutin à l’occasion duquel il est élu au soir du 10 décembre 2017 dès le premier tour, Président du parti.
Elle est réélue députée en juin 2017 face à la candidate En marche ! Dominique Fillebeen. Elle intègre la commission des Affaires étrangères et de celle des Affaires européennes.
Elle fonde le think-tank « Le cercle ID » — pour Imaginons Demain — un groupe de réflexion qui a pour objectif de démontrer la capacité de la droite à dépasser ses thématiques traditionnelles pour devenir une force de propositions dans tous les domaines qui préoccupent les Français.
Au sein des Républicains, elle est vice-présidente de la Commission nationale d’investiture, conseillère politique du Président et continue de siéger au bureau politique. Elle est choisie par Laurent Wauquiez pour incarner les valeurs libérales au sein du « Conseil des sensibilités ».
Pour l'élection à la présidence des Républicains de 2019, Michèle Tabarot soutient Christian Jacob et l'accueille au Cannet pour son dernier meeting de campagne, le 9 octobre. Au sein de la nouvelle équipe dirigeante, elle conserve son poste de vice-présidente de la Commission nationale d'investiture et est nommée conseillère politique.
Le 25 octobre 2019, elle officialise dans Paris Match sa candidature pour l'élection interne du 6 novembre destinée à désigner le nouveau président du groupe parlementaire des députés Les Républicains à l'Assemblée nationale. Elle sera candidate pour présider le premier groupe d'opposition de France composé de 104 députés, face à Damien Abad, Daniel Fasquelle et Philippe Gosselin. Le premier est finalement élu.
Le 7 mai 2022, elle annonce sa candidature pour les élections législatives de 2022. Arrivée en tête des suffrages au premier tour avec plus de 9 points d'avance sur le deuxième, elle est réélue avec 63,06 % des voix face au RN, l'emportant dans toutes les communes de la 9e circonscription et réalisant des scores très élevés, notamment plus de 67 % dans sa ville du Cannet et à Mouans-Sartoux. 
Dans les Alpes-Maritimes, elle est la seule à battre un candidat du Rassemblement national au second tour alors que les trois autres candidats du RN l'emportent face à deux députés sortants et le maire de la Colle-sur-Loup, eux étiquetés « majorité présidentielle ».
Elle soutient Éric Ciotti lors du congrès des Républicains de 2022. Elle est présidente de la Commission nationale d’investiture du parti.
En novembre 2023, elle présente avec Bruno Fuchs un rapport d'information parlementaire sur les relations entre la France et l'Afrique. Ce rapport souligne la « perte d'influence de la France » et appelle à « l'édification d'une nouvelle stratégie africaine » par le biais d'une trentaine de propositions (création d'un visa spécifique pour les pays d'Afrique de langue française, rebâtir un corps diplomatique plus vigoureux et plus ouvert aux Français d'origine africaine ou maghrébine, transformer l'Agence française de développement en France Partenariat, remettre la politique africaine de la France au cœur du débat parlementaire. Autres recommandations, ou encore créer un Institut des hautes études sur l’Afrique).
À la suite de la dissolution de l'Assemblée nationale le 9 juin 2024, elle est à nouveau candidate aux législatives. Arrivée en deuxième position au premier tour face au candidat du Rassemblement national, elle est finalement réelue au second tour avec 52,99 %.

## Prises de position
Fille d’un activiste de l’OAS, Michèle Tabarot fait régulièrement l'apologie de la colonisation française de l'Algérie et juge les accords d'indépendance de 1962 « funestes ». À l'Assemblée nationale, elle défend une loi reconnaissant « l’œuvre accomplie par la France » dans ses anciennes colonies, et une autre visant à permettre aux anciens de l'OAS de récupérer des points de retraite perdus durant leurs années de clandestinité. Elle se signale également par une aversion pour le général de Gaulle. Engagée contre la « repentance » mémorielle, elle s’élève en 2018 contre la reconnaissance de la responsabilité de l’État français dans l’assassinat du mathématicien Maurice Audin, militant anticolonialiste arrêté à Alger le 11 juin 1957.

## Controverses sur l'emploi de son frère à l'Assemblée nationale et à la mairie du Cannet
Selon les révélations du journal Libération le 25 décembre 2024, Philippe Tabarot a bénéficié des rémunérations d'assistant parlementaire de sa sœur à l'Assemblée nationale, alors qu’il était au même moment rémunéré pour ses fonctions à la mairie du Cannet et en tant que vice-président du conseil régional de Provence-Alpes-Côte d’Azur.
Pour l’année 2016, il déclarait ainsi 66 000 euros net annuels comme collaborateur à la mairie du Cannet ainsi que 29 000 euros comme assistant parlementaire. Il était également vice-président du conseil régional de Provence-Alpes-Côte d’Azur pour plus de 40 000 euros par an. Sa rémunération totale s'est élevée à 135 000 euros en 2016, et à 138 000 euros, pour les mêmes postes, en 2017, soit 11500 euros par mois.
En 2018, Philippe Tabarot cesse d’être l’assistant de Michèle Tabarot à l’Assemblée mais sa rémunération à la mairie du Cannet progresse de 50 % pour atteindre 94 000 euros sur l'année pour différents postes occupés, dont 61 500 euros comme responsable d'un groupement d’intérêt public (GIP). En 2019, sa gratification pour ce GIP atteint 82 500 euros net, qu’il complète avec un poste, toujours au sein de la mairie, de chargé de communication, à 15 300 euros. Soit 97 800 euros de revenus de cette ville, auxquels s’ajoutent toujours ses 40 000 euros de vice-président de région.

## Détail des mandats et fonctions

### Commune du Cannet
- 14 mars 1983 - 19 mars 1989 : adjointe au maire du Cannet (Alpes-Maritimes)
- 20 mars 1989 - 18 juin 1995 : adjointe au maire du Cannet (Alpes-Maritimes)
- 19 juin 1995 - 18 mars 2001 : maire du Cannet (Alpes-Maritimes)
- 19 mars 2001 - 9 mars 2008 : maire du Cannet (Alpes-Maritimes)
- 10 mars 2008 - 4 avril 2014 : maire du Cannet (Alpes-Maritimes)
- 5 avril 2014 - 24 juillet 2017[25],[26] : maire du Cannet (Alpes-Maritimes)

### Conseil général des Alpes-Maritimes
- 27 mars 1994 - 18 mars 2001 : membre du conseil général des Alpes-Maritimes
- 19 mars 2001 - 22 août 2002 : membre du conseil général des Alpes-Maritimes
- 19 mars 2001 - 26 août 2002 : vice-présidente du conseil général des Alpes-Maritimes

### Conseil régional de Provence-Alpes-Côte d’Azur
- 1998 - 1999: conseillère régionale de la région PACA
- 2004 - 2005: conseillère régionale de la région PACA

### Députée de la neuvième circonscription des Alpes-Maritimes
- 19 juin 2002 - 19 juin 2007 : députée de la 9e circonscription des Alpes-Maritimes
- 20 juin 2007 - 19 juin 2012 : députée de la 9e circonscription des Alpes-Maritimes
- 20 juin 2012 - 20 juin 2017 : députée de la 9e circonscription des Alpes-Maritimes
- 20 juin 2017 - 21 juin 2022 : députée de la 9e circonscription des Alpes-Maritimes
- 22 juin 2022 - 9 juin 2024[27],[28] : députée de la 9e circonscription des Alpes-Maritimes
- À partir du 7 juillet 2024 : députée de la 9e circonscription des Alpes-Maritimes

### Autres
- 2006 : membre du Conseil supérieur de l'adoption[29].
- 1er juillet 2009 - 19 juin 2012 : présidente de la commission des affaires culturelles de l'Assemblée Nationale
- 19 novembre 2012 - 15 juin 2014 : secrétaire générale de l'UMP.